# Arrondissement di Sélestat-Erstein
L'arrondissement di Sélestat-Erstein è una suddivisione amministrativa francese, situata nel dipartimento del Basso Reno e nella regione del Grand Est.

## Composizione
L'arrondissement di Sélestat-Erstein raggruppa 101 comuni in 7 cantoni:
- cantone di Barr
- cantone di Benfeld
- cantone di Erstein
- cantone di Marckolsheim
- cantone di Obernai
- cantone di Sélestat
- cantone di Villé.